# Crataegus porrecta
Crataegus porrecta är en rosväxtart som beskrevs av William Willard Ashe. Crataegus porrecta ingår i Hagtornssläktet som ingår i familjen rosväxter. Inga underarter finns listade i Catalogue of Life.